# Hapda exhibens
Hapda exhibens là một loài bướm đêm trong họ Noctuidae.